# Ray Barrett
Raymond Charles (Ray) Barrett (Brisbane, 2 mei 1927 – Gold Coast, 8 september 2009) was een Australisch acteur.
Barrett verhuisde in 1957 naar Engeland. Hij speelde er al jong rollen van harde jongens. Barrett speelde onder meer de rol van de olieman Peter Thornton in de televisieserie The Troubleshooters en leende ook zijn stem aan personages in marionettenreeksen. Daarbij werkte hij onder meer mee aan de reeks Thunderbirds, in deze serie verzorgde hij de stemmen van John Tracy en The Hood. Later keerde hij terug naar Australië en werd er een ster in verschillende bekende televisieseries.
Ray Barrett stierf in september 2009 na een hersenbloeding. Hij werd 82 jaar oud.